# XLVI Legislatura del Congreso de la Unión de México
La XLVI Legislatura del Congreso de la Unión estuvo conformada por los senadores y los diputados miembros de sus respectivas cámaras. Inició sus funciones el día 1 de septiembre de 1964 y concluyó el 31 de agosto de 1967.
Los senadores y diputados fueron elegidos para su cargo en las Elecciones de 1964, los senadores fueron elegidos por un periodo de seis años (por lo que ejerció su cargo también en la anterior legislatura), y los diputados fueron elegidos para un periodo de tres años.
La conformación de la XLVI Legislatura fue como sigue:

## Senado de la República
Los miembros del Senado de la República fueron elegidos dos por cada uno de los 29 estados y dos por el Distrito Federal, dando un total de 60 senadores.

### Número de Senadores por partido político
|  | Partido                              | Senadores |
|  | ------------------------------------ | --------- |
|  | Partido Revolucionario Institucional | 60        |

Los 60 Senadores que conforman la XLVIII Legislatura fueron los siguientes:

### Senadores por entidad federativa
| Estado           | Senador                     | Partido | Estado          | Senador                       | Partido |
| ---------------- | --------------------------- | ------- | --------------- | ----------------------------- | ------- |
| Aguascalientes   | Luis Gómez Z.               |         | Morelos         | Diódoro Rivera Uribe          |         |
| Aguascalientes   | Alberto Alcalá de Lira      |         | Morelos         | Antonio Flores Mazari         |         |
| Baja California  | Hermenegildo Cuenca Díaz    |         | Nayarit         | Alfonso Guerra Olivares       |         |
| Baja California  | José Ricardi Tirado         |         | Nayarit         | Ricardo Marín Ramos           |         |
| Campeche         | María Lavalle Urbina        |         | Nuevo León      | Armando Arteaga Santoyo       |         |
| Campeche         | Carlos Sansores Pérez       |         | Nuevo León      | Napoleón Gómez Sada           |         |
| Chiapas          | Andrés Serra Rojas          |         | Oaxaca          | José Pacheco Iturribarría     |         |
| Chiapas          | Arturo Moguel Esponda       |         | Oaxaca          | Raúl Bolaños-Cacho Güendulain |         |
| Chihuahua        | Luis L. León                |         | Puebla          | Gonzalo Bautista O'Farrill    |         |
| Chihuahua        | Manuel Bernardo Aguirre     |         | Puebla          | Eduardo Cué Merlo             |         |
| Coahuila         | Eulalio Gutiérrez Treviño   |         | Querétaro       | Eduardo Luque Loyola          |         |
| Coahuila         | Florencio Barrera Fuentes   |         | Querétaro       | Manuel Soberanes Muñoz        |         |
| Colima           | Jesús Robles Martínez       |         | San Luis Potosí | Juan José González Bustamante |         |
| Colima           | Alfredo Ruiseco Avellaneda  |         | San Luis Potosí | Jesús N. Noyola Zepeda        |         |
| Distrito Federal | Luis González Aparicio      |         | Sinaloa         | Manuel Sarmiento Sarmiento    |         |
| Distrito Federal | Jesús Yurén Aguilar         |         | Sinaloa         | Amador Estrada Rodríguez      |         |
| Durango          | Alberto Terrones Benítez    |         | Sonora          | Juan de Dios Bojórquez        |         |
| Durango          | Cristóbal Guzmán Cárdenas   |         | Sonora          | Alicia Arellano Tapia         |         |
| Guanajuato       | Manuel M. Moreno            |         | Tabasco         | Gustavo Rovirosa Pérez        |         |
| Guanajuato       | Juan Pérez Vela             |         | Tabasco         | Fausto Pintado Borrego        |         |
| Guerrero         | Baltazar R. Leyva Mancilla  |         | Tamaulipas      | Magdaleno Aguilar Castillo    |         |
| Guerrero         | Ezequiel Padilla Peñaloza   |         | Tamaulipas      | Antonio García Rojas          |         |
| Hidalgo          | Manuel Sánchez Vite         |         | Tlaxcala        | Ignacio Bonilla Vázquez       |         |
| Hidalgo          | Oswaldo Cravioto Cisneros   |         | Tlaxcala        | Luciano Huerta Sánchez        |         |
| Jalisco          | Filiberto Ruvalcaba Sánchez |         | Veracruz        | Rafael Murillo Vidal          |         |
| Jalisco          | Salvador Corona Bandín      |         | Veracruz        | Arturo Llorente González      |         |
| México           | Mario Olivera Gómez Tagle   |         | Yucatán         | Rafael Matos Escobedo         |         |
| México           | Fernando Ordorica Inclán    |         | Yucatán         | Carlos Loret de Mola Mediz    |         |
| Michoacán        | Jesús Romero Flores         |         | Zacatecas       | Manuel Tello Baurraud         |         |
| Michoacán        | Rafael Galván               |         | Zacatecas       | José González Varela          |         |

## Cámara de Diputados
La composición de la Cámara de Diputados en la XLVI Legislatura fue como sigue:

### Número de Diputados por partido político
| Partido | Partido                                     | Diputados Mayoría relativa | Diputados de Partido | Total |
| ------- | ------------------------------------------- | -------------------------- | -------------------- | ----- |
|         | Partido Revolucionario Institucional        | 176                        | 0                    | 176   |
|         | Partido Acción Nacional                     | 2                          | 18                   | 20    |
|         | Partido Popular Socialista                  | 0                          | 9                    | 9     |
|         | Partido Auténtico de la Revolución Mexicana | 0                          | 5                    | 5     |

### Diputados por distrito uninominal (mayoría relativa)
| Estado                        | Distrito | Diputado                       | Partido | Estado                 | Distrito | Diputado                       | Partido                             |
| ----------------------------- | -------- | ------------------------------ | ------- | ---------------------- | -------- | ------------------------------ | ----------------------------------- |
| Aguascalientes                | 1        | Antonio Femat Esparza          |         | México                 | 4        | Guillermo Molina Reyes         |                                     |
| Aguascalientes                | 2        | Augusto Gómez Villanueva       |         | México                 | 5        | Mario Colín Sánchez            |                                     |
| Baja California               | 1        | José Luis Noriega Magaña       |         | México                 | 6        | Jesús Moreno Jiménez           |                                     |
| Baja California               | 2        | Luis Mario Santana Cobián      |         | México                 | 7        | José Chiquillo Juárez          |                                     |
| Baja California               | 3        | Armando Fierro Encinas         |         | México                 | 8        | Raúl Legaspi Donis             |                                     |
| Baja California, Terr. Sur de | Único    | Alberto Alvarado Arámburo      |         | México                 | 9        | Enedino Ramón Macedo           |                                     |
| Campeche                      | 1        | Carlos Pérez Cámara            |         | Michoacán              | 1        | Celia Gallardo González        |                                     |
| Campeche                      | 2        | José Dolores García Aguilar    |         | Michoacán              | 2        | Enrique López Naranjo          |                                     |
| Chiapas                       | 1        | Jesús Cancino Casahonda        |         | Michoacán              | 3        | Ernesto Reyes Rodríguez        |                                     |
| Chiapas                       | 2        | Abraham Aguilar Paniagua       |         | Michoacán              | 4        | Domingo García López           |                                     |
| Chiapas                       | 3        | Jorge de la Vega Domínguez     |         | Michoacán              | 5        | Gabino Vázquez Oseguera        |                                     |
| Chiapas                       | 4        | Gilberto Balboa Escobar        |         | Michoacán              | 6        | Enrique Bautista Adame         |                                     |
| Chiapas                       | 5        | José León Cruz                 |         | Michoacán              | 7        | Servando Chávez Hernández      |                                     |
| Chiapas                       | 6        | Alfonso González Blanco        |         | Michoacán              | 8        | Raúl Reyes Mora                |                                     |
| Chihuahua                     | 1        | Saúl González Herrera          |         | Michoacán              | 9        | J. Jesús García Santacruz      |                                     |
| Chihuahua                     | 2        | Florentina Villalobos Chaparro |         | Morelos                | 1        | Gonzalo Pastrana Castro        |                                     |
| Chihuahua                     | 3        | Humberto Lezama Gil            |         | Morelos                | 2        | Antonio Pliego Noyola          |                                     |
| Chihuahua                     | 4        | Pedro N. García Martínez       |         | Nayarit                | 1        | Eugenio Cárdenas Andrade       |                                     |
| Chihuahua                     | 5        | Arnaldo Gutiérrez Hernández    |         | Nayarit                | 2        | Marina Núñez Guzmán            |                                     |
| Chihuahua                     | 6        | José Martínez Alvídrez         |         | Nuevo León             | 1        | Leopoldo González Sáenz        |                                     |
| Coahuila                      | 1        | Tomás Algaba Gómez             |         | Nuevo León             | 2        | Arnulfo Treviño Garza          |                                     |
| Coahuila                      | 2        | Alfonso Reyes Aguilera         |         | Nuevo León             | 3        | Guillermo Ochoa Rodríguez      |                                     |
| Coahuila                      | 3        | Francisco Padilla Rodríguez    |         | Nuevo León             | 4        | Alfonso Martínez Domínguez     |                                     |
| Coahuila                      | 4        | Mauro Berrueto Ramón           |         | Nuevo León             | 5        | Ricardo Covarrubias Chacón     |                                     |
| Colima                        | 1        | Mario Llerenas Ochoa           |         | Oaxaca                 | 1        | Andrés Henestrosa              |                                     |
| Colima                        | 2        | Rafael Cordera Paredes         |         | Oaxaca                 | 2        | Eliseo Jiménez Ruiz            |                                     |
| Distrito Federal              | 1        | Arturo López Portillo          |         | Oaxaca                 | 3        | Juan I. Bustamante Vasconcelos |                                     |
| Distrito Federal              | 2        | Arnulfo Vázquez Trujillo       |         | Oaxaca                 | 4        | Aurelio Fernández Enríquez     |                                     |
| Distrito Federal              | 3        | Enrique Ramírez y Ramírez      |         | Oaxaca                 | 5        | Justina Vasconcelos de Berges  |                                     |
| Distrito Federal              | 4        | Salvador Rodríguez Leija       |         | Oaxaca                 | 6        | Manuel Zárate Aquino           |                                     |
| Distrito Federal              | 5        | Everardo Gámiz Fernández       |         | Oaxaca                 | 7        | Rodolfo Alavez Flores          |                                     |
| Distrito Federal              | 6        | Luis Ignacio Santibáñez Patiño |         | Oaxaca                 | 8        | Gustavo Martínez Trejo         |                                     |
| Distrito Federal              | 7        | Carlos Sánchez Dosal           |         | Oaxaca                 | 9        | J. Jesús Torres Márquez        |                                     |
| Distrito Federal              | 8        | Manuel Orijel Salazar          |         | Puebla                 | 1        | Melquiades Trejo Hernández     |                                     |
| Distrito Federal              | 9        | Emilio Gandarilla Avilés       |         | Puebla                 | 2        | Manuel Rivera Anaya            |                                     |
| Distrito Federal              | 10       | Juan Moisés Calleja García     |         | Puebla                 | 3        | Pablo Solís Carrillo           |                                     |
| Distrito Federal              | 11       | Luis Priego Ortiz              |         | Puebla                 | 4        | Rigoberto González Flores      |                                     |
| Distrito Federal              | 12       | Martha Andrade de Del Rosal    |         | Puebla                 | 5        | Enrique Marín Retif            |                                     |
| Distrito Federal              | 13       | Hilda Anderson Nevárez         |         | Puebla                 | 6        | Rodolfo Rossano Fraga          |                                     |
| Distrito Federal              | 14       | Manuel Contreras Carrillo      |         | Puebla                 | 7        | Eloy Linares Zambrano          |                                     |
| Distrito Federal              | 15       | Rodolfo Rivera Rueda           |         | Puebla                 | 8        | Alfonso Castillo Borzani       |                                     |
| Distrito Federal              | 16       | Ramón Zentella Arscenio        |         | Puebla                 | 9        | Jorge Huerta Pérez             |                                     |
| Distrito Federal              | 17       | Alejandro Carrillo Marcor      |         | Puebla                 | 10       | Guillermo Morales Blumenkron   |                                     |
| Distrito Federal              | 18       | Enrique Torres Calderón        |         | Querétaro              | 1        | Arturo Guerrero Ortiz          |                                     |
| Distrito Federal              | 19       | Salvador Padilla Flores        |         | Querétaro              | 2        | Arturo Domínguez Paulín        |                                     |
| Distrito Federal              | 20       | Antonio Martínez Manautou      |         | Quintana Roo, Terr. de | Único    | Luz María Zaleta de Elsner     |                                     |
| Distrito Federal              | 21       | Miguel Covián Pérez            |         | San Luis Potosí        | 1        | Diana Torres Ariceaga          |                                     |
| Distrito Federal              | 22       | Gonzalo Martínez Corbalá       |         | San Luis Potosí        | 2        | José Rodríguez Álvarez         |                                     |
| Distrito Federal              | 23       | Fernando González Piñón        |         | San Luis Potosí        | 3        | Miguel Gascón Hernández        |                                     |
| Distrito Federal              | 24       | Bonifacio Moreno Tenorio       |         | San Luis Potosí        | 4        | Luis Tudón Hurtado             |                                     |
| Durango                       | 1        | Ángel Rodríguez Solórzano      |         | San Luis Potosí        | 5        | Librado Ricavar García         |                                     |
| Durango                       | 2        | Jesús Reyes Acevedo            |         | Sinaloa                | 1        | Samuel Castro Cabrera          |                                     |
| Durango                       | 3        | Enrique W. Sánchez García      |         | Sinaloa                | 2        | Humberto Morales Corrales      |                                     |
| Durango                       | 4        | Braulio Meraz Nevárez          |         | Sinaloa                | 3        | Joaquín Salgado Medrano        | Partido Popular Socialista (México) |
| Guanajuato                    | 1        | Luis Dantón Rodríguez Jaime    |         | Sinaloa                | 4        | Francisco Alarcón Fregoso      |                                     |
| Guanajuato                    | 2        | Luis Manuel Aranda Torres      |         | Sonora                 | 1        | Manuel Duarte Jiménez          |                                     |
| Guanajuato                    | 3        | Domingo Camarena López         |         | Sonora                 | 2        | Faustino Félix Serna           |                                     |
| Guanajuato                    | 4        | Juan J. Varela Mayorga         |         | Sonora                 | 3        | Manuel R. Bobadilla            |                                     |
| Guanajuato                    | 5        | Vicente Salgado Páez           |         | Sonora                 | 4        | Rodolfo Velázquez Grijalva     |                                     |
| Guanajuato                    | 6        | Luis H. Ducoing                |         | Tabasco                | 1        | Manuel Gurría Ordóñez          |                                     |
| Guanajuato                    | 7        | Enrique Gómez Guerra           |         | Tabasco                | 2        | Rosendo Taracena Alpuín        |                                     |
| Guanajuato                    | 8        | Agustín Arroyo Damián          |         | Tamaulipas             | 1        | Mariano González Gutiérrez     |                                     |
| Guanajuato                    | 9        | Antonio Vázquez Pérez          |         | Tamaulipas             | 2        | Ángel J. Lagarda P.            |                                     |
| Guerrero                      | 1        | Vicente Fuentes Díaz           |         | Tamaulipas             | 3        | Ladislao Cárdenas Martínez     |                                     |
| Guerrero                      | 2        | Rubén Figueroa Figueroa        |         | Tamaulipas             | 4        | Lauro Rendón Valdez            |                                     |
| Guerrero                      | 3        | Miguel Osorio Marbán           |         | Tamaulipas             | 5        | Salvador Barragán Camacho      |                                     |
| Guerrero                      | 4        | Rafael Camacho Salgado         |         | Tlaxcala               | 1        | Tulio Hernández Gómez          |                                     |
| Guerrero                      | 5        | Arquímedes Catalán Guevara     |         | Tlaxcala               | 2        | Luis Granillo Astorga          |                                     |
| Guerrero                      | 6        | Juan Francisco Andraca Malda   |         | Veracruz               | 1        | Raúl Lince Medellín            |                                     |
| Hidalgo                       | 1        | Humberto Velasco Avilés        |         | Veracruz               | 2        | Francisco Rodríguez Cano       |                                     |
| Hidalgo                       | 2        | Domingo Franco Sánchez         |         | Veracruz               | 3        | Pedro Vivanco García           |                                     |
| Hidalgo                       | 3        | Heberto J. Malo Paulín         |         | Veracruz               | 4        | César del Ángel Fuentes        |                                     |
| Hidalgo                       | 4        | Raúl Lozano Ramírez            |         | Veracruz               | 5        | Fluvio Vista Altamirano        |                                     |
| Hidalgo                       | 5        | Jaime López Peimbert           |         | Veracruz               | 6        | Mario Hernández Posadas        |                                     |
| Jalisco                       | 1        | Raúl Padilla Gutiérrez         |         | Veracruz               | 7        | Serafín Iglesias Hernández     |                                     |
| Jalisco                       | 2        | Heliodoro Hernández Loza       |         | Veracruz               | 8        | Agustín González Alvarado      |                                     |
| Jalisco                       | 3        | Rubén Moheno Velasco           |         | Veracruz               | 9        | Miguel Castro Elías            |                                     |
| Jalisco                       | 4        | Francisco Silva Romero         |         | Veracruz               | 10       | Pastor Murguía González        |                                     |
| Jalisco                       | 5        | Carlos Ramírez Ladewig         |         | Veracruz               | 11       | Mario Vargas Saldaña           |                                     |
| Jalisco                       | 6        | Raúl Álvarez Gutiérrez         |         | Veracruz               | 12       | José Antonio Cobos Panamá      |                                     |
| Jalisco                       | 7        | Gregorio Contreras Miranda     |         | Veracruz               | 13       | Ramiro Leal Domínguez          |                                     |
| Jalisco                       | 8        | Constancia Hernández Allende   |         | Veracruz               | 14       | Pablo Pavón Rosado             |                                     |
| Jalisco                       | 9        | Vicente Madrigal Guzmán        |         | Yucatán                | 1        | Fidelia Sánchez de Mendiburu   |                                     |
| Jalisco                       | 10       | José María Martínez Rodríguez  |         | Yucatán                | 2        | Fabio Espinosa Granados        |                                     |
| Jalisco                       | 11       | María Guadalupe Urzúa Flores   |         | Yucatán                | 3        | Francisco Luna Kan             |                                     |
| Jalisco                       | 12       | José de Jesús Muñoz Limón      |         | Zacatecas              | 1        | Aurora Navia Millán            |                                     |
| México                        | 1        | Juan de Dios Osuna Pérez       |         | Zacatecas              | 2        | Adolfo Rodríguez Ortiz         |                                     |
| México                        | 2        | Francisco Pérez Ríos           |         | Zacatecas              | 3        | José Muro Saldívar             |                                     |
| México                        | 3        | Enrique González Vargas        |         | Zacatecas              | 4        | Pedro Ruiz González            |                                     |

### Diputados de partido
| Diputado                    | Partido | Diputado                  | Partido | Diputado                     | Partido |
| --------------------------- | ------- | ------------------------- | ------- | ---------------------------- | ------- |
| Ricardo Chaurand Concha     |         | Federico Estrada Valera   |         | Ramón Rocha Garfias          |         |
| Adolfo Christlieb Ibarrola  |         | Guillermo Ruiz Vázquez    |         | Rafael Estrada Villa         |         |
| Felipe Gómez Mont           |         | Jesús Hernández Díaz      |         | Francisco Ortiz Mendoza      |         |
| Jorge Garabito Martínez     |         | Salvador Rosas Magallón   |         | J. Jesús Orta Guerrero       |         |
| Jorge Ávila Blancas         |         | Miguel Estrada Iturbide   |         | Roberto Chávez Silva         |         |
| Francisco Quiroga Fernández |         | Jorge Ricaud Rothiot      |         | Alberto Orduña Culebro       |         |
| Juan Landerreche Obregón    |         | Pedro Reyes Velázquez     |         | Juan Barragán Rodríguez      |         |
| Antonio Rosillo Pacheco     |         | Jorge Cruickshank García  |         | Marciano González Villarreal |         |
| Eduardo Trueba Barrera      |         | Jacinto López Moreno      |         | Argentina Blanco Fuentes     |         |
| Jacinto G. Silva Flores     |         | Vicente Lombardo Toledano |         | Luis G. Olloqui Guerra       |         |
| Abel Vicencio Tovar         |         | Roberto González Tamez    |         |                              |         |